# Narborough (Leicestershire)
Narborough is een civil parish in het bestuurlijke gebied Blaby, in het Engelse graafschap Leicestershire.